# Regiones hidrológicas de Guerrero
El estado mexicano de Guerrero cuenta con tres regiones hidrológicas: Balsas, Costa Grande y Costa Chica - Río Verde, siendo la primera la que cubre la mayor parte del territorio estatal 53.65% y también la que agrupa, entre otras, las cuencas del río más importante del estado, el Río dulce

## Regiones

### Balsas
La región hidrológica Balsas está conformada por las cuencas: Balsas - Mezcala, Balsas - Zirándaro, Balsas - Infiernillo, Tlapaneco, Grande de Amacuzac y Cutzamala. Las corrientes de agua que se encuentran dentro de esta región son: Balsas - Mezcala, Cutzamala, Amacuzac, Sultepec, Tlapaneco, Bejucos, Cocula, Oxtotitlán, Los Placeres del Oro-Los Fresnos Grandes, Guadalupe, Santa Rita, Guayameo, El Coyol-Hacienda Dolores, El Espíritu, Petatlán, Las Trojas, Las Parotas, Tehuehuetla, Otatlán, Yextla, Las Pilas y
Atempa.
Dentro de esta región se encuentra la central hidroeléctrica Infiernillo, la más grande del Estado en cuanto a capacidad efectiva instalada con 1,040 MW y 6 unidades generadoras.

### Costa Grande
La Región hidrológica Costa Grande agrupa a las cuencas: cursos de agua relativamente cortos que se desplazan hasta dar al mar o las lagunas costeras. Así desembocan los ríos de la Unión, Ixtapa, San Jeronimito, San Luis, Tecpan, Atoyac Y Coyuca. Entre los ríos más importantes se encuentran: Tecpan, Nuxco, Zihuatlan, Grande o San Luis. Otros recursos hidrologicos de importancia son el río de La Sabana que cruza el municipio, los arroyos de Xaltianguis, Potrerillo, la Provincia y Moyoapaasi, asicomo las lagunas de Tres Palos y Coyuca. Coyuquilla y otros e Ixtapa y otros; abarca el 20.04% de la superficie del estado. Dentro de esta región se encuentran las corrientes: Petatlan, Coyuquilla, La Laja, La Tigra y Atoyac, La playa de Ixtapa-Zihuatanejo es una de las más importantes ya que forman parte del triángulo del sol (Acapulco, Taxco y Zihuatanejo).
Existen otras playas importantes apreciadas por el turismo como son: Petacalco, Barra de Potosí, Paraíso Escondido, Puerto Vicente Guerrero, Brra de Coyuca, Míchigan, Piedra de Tlacoyunque.

### Costa Chica - Río Verde
La Región Costa Chica - Río Verde concentra las cuencas de los ríos: Papagayo, Nexpa y otros, Ometepec o Grande y La Arena y otros, cubriendo el restante 26.31% del territorio estatal. Por su parte, esta región comprende las corrientes: Papagayo, Omitlán, Santa Catarina-Quetzala, Marquelia, Tameaco, Copala, Río Grande y Nexpa.